# Gliederung des Heeres (Bundeswehr, Heer 2011)
Die Gliederung des Heeres in der Struktur HEER2011 beschreibt die geplante Gliederung der Truppenteile des Heeres nach 2011. Die Pläne zur Neuausrichtung der Bundeswehr wurden 2011 durch Verteidigungsminister Thomas de Maizière bekannt gegeben. Standorte und Details wurden am 20. September und am 26. Oktober 2011 bekannt, dennoch steht die im Folgenden dargestellte Grobgliederung des Heeres unter Vorbehalt. Die Benennung der neuen Struktur als HEER2011 erfolgte durch den Inspekteur des Heeres im Januar 2012. Am 12. Juni gab das BMVg schließlich die detaillierte Realisierungsplanung für alle Teilstreitkräfte und Organisationsbereiche bekannt. Für die aktuelle Gliederung siehe → Gliederung des Heeres (Bundeswehr).

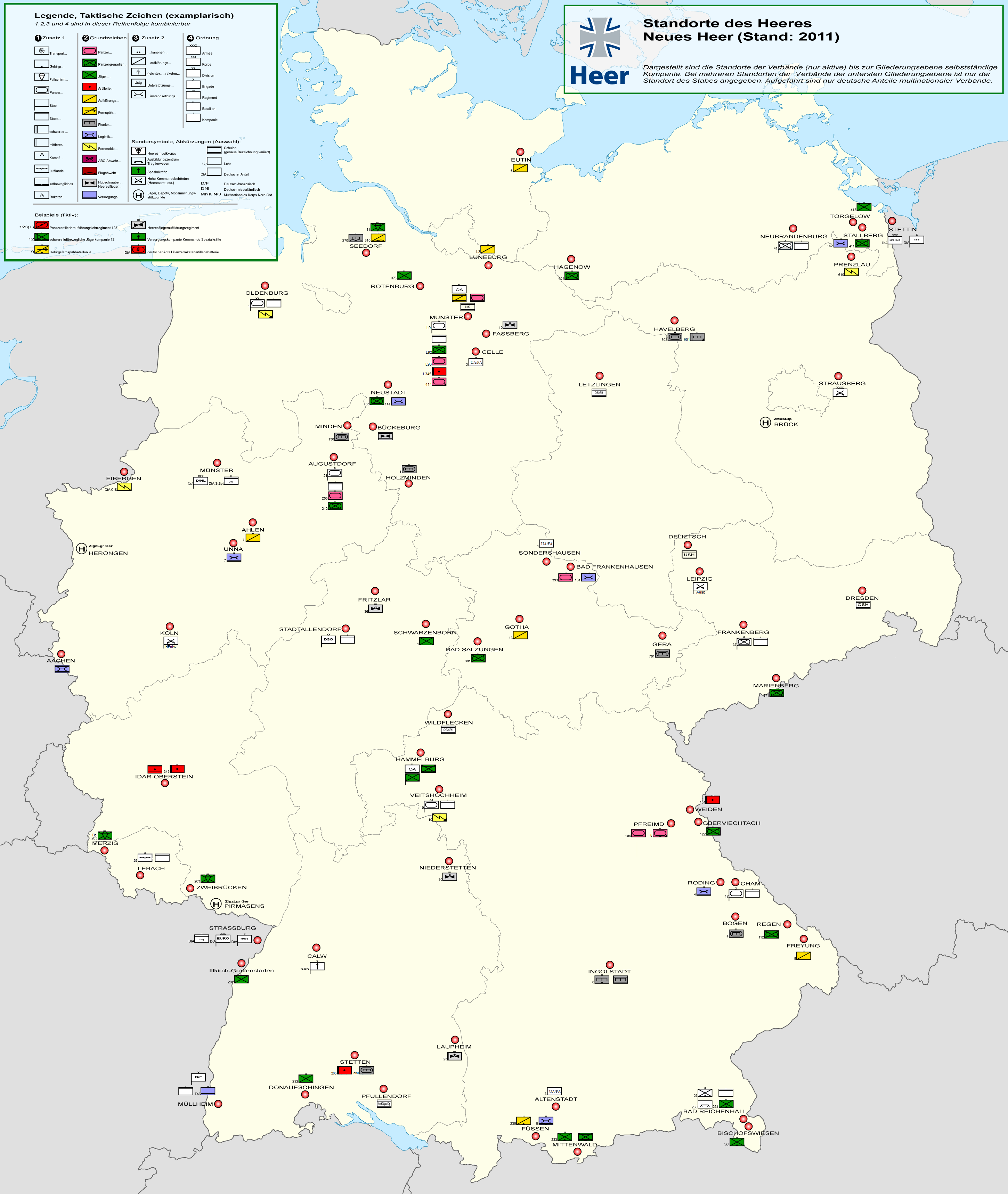
Standorte des Heeres nach dem Stationierungskonzept 2011

Struktur des Heeres nach dem Stationierungskonzept 2011

## Rahmenbedingungen
Unter dem Stichwort „Neuausrichtung der Bundeswehr“ wird die Struktur „Neues Heer“ grundlegend reformiert. Das Heer schrumpft auf rund 57.600 Soldaten, so dass viele Truppenteile aufgelöst, deaktiviert oder anderen Bereichen der Bundeswehr unterstellt werden. Bereits im Vorgriff auf die Reform wurde 2011 die Wehrpflicht ausgesetzt, so dass das Heer bereits seit Mitte 2011 nur noch aus Freiwilligen besteht.
Auffällige weitere Änderungen im Heer ergeben sich für den Militärmusikdienst und die ABC-Abwehrtruppe, die beide zur Streitkräftebasis wechseln, die Heeresfliegertruppe, die ihre Transporthubschrauber CH-53 an die Luftwaffe abgeben muss, sowie für die Heeresflugabwehrtruppe, die bis 2011 aufgelöst wird und die Aufgabe der bodengebundenen Flugabwehr an die Luftwaffe abgibt. Selbstständige Truppenteile der Fernmeldetruppe sind nicht mehr ausgeplant, wenn man von einigen selbstständigen Verbänden und Einheiten in multinationalen Verbänden absieht. Bis auf die deutsch-französische Brigade weist ansonsten keine mehr ein Artilleriebataillon auf, so dass diese Brigaden ohne eigene Artillerie nur noch bedingt mit eigenen Kräften in der Lage sind, das Gefecht der verbundenen Waffen zu führen. Die Bedeutung der einstigen Schwerpunktwaffe des Heeres, die Panzertruppe, schwindet weiter; nur vier der sechs Panzerbataillone sind zukünftig aktiv. Die Zahl der aktiven Panzergrenadierbataillone wird dagegen um ein Bataillon erhöht. Erhalten bleiben außerdem die beiden nicht aktiven Panzergrenadierbataillone. Das Konzept der luftbeweglichen Infanteriebrigade, d. h. einer Integration von Jägern und Heeresfliegern in einer zur selbstständigen Kampfführung fähigen Brigade, wird in dieser Form auf Brigadeebene nicht fortgeführt, sondern findet sich ansatzweise auf Divisionsebene in der Division Schnelle Kräfte realisiert; dort allerdings mit Fallschirmjägern als luftverlastbarer Infanterie. Die Jäger setzten ihre Renaissance im Heer aber dennoch fort, denn zukünftig werden neben der Deutsch-französischen Brigade noch drei weitere Brigaden jeweils ein aktives Jägerbataillon erhalten. Insgesamt wird der Wegfall des Jägerregiments 1 mit der Aufstellung dreier neuer Jägerbataillone überkompensiert. Zusätzlich wird ein nicht aktives Jägerbataillon neu ausgeplant. Mit Auflösung der Heerestruppenbrigade gibt es damit im Heer keine Großverbände mehr, die ausschließlich der Kampfunterstützung dienen. Die Fernspäher, die bereits seit der letzten Heeresreform keine eigene Truppengattung mehr bilden, „verlieren“ mit der Fernspählehrkompanie 200 ihre letzte verbliebene Einheit und finden sich künftig nur noch vereinzelt in anderen Verbänden oder Einheiten wieder, beispielsweise als Teil der Luftlandeaufklärer oder des KSKs (dort allerdings als Teil der Truppengattung „Spezialkräfte“). Die Artillerie wird künftig gemischte Artilleriebataillone aus Panzerartilleriebatterien und jeweils einer Raketenartilleriebatterie bilden.
Die „Zwei-Säulen-Struktur“ von Heeresführungskommando und Heeresamt wird aufgegeben. Stattdessen unterstehen dem Kommando Heer in Strausberg bei Berlin als oberstes Führungskommando zukünftig direkt alle Dienststellen auf Divisionsebene. Ein Amt für Heeresentwicklung in Köln sowie das neu ausgeplante Ausbildungskommando in Leipzig (beide auf Divisionsebene) übernehmen Aufgaben vom bisherigen Heeresamt. Der Generalinspekteur der Bundeswehr wird truppendienstlicher Vorgesetzter des Inspekteurs des Heeres. Das Heer bildet daher keinen autarken Bereich in der Organisationsstruktur des Bundesministeriums der Verteidigung mehr.

### Die Reserve des Heeres
Die Reserve im Heer 2011 umfasst folgende Ergänzungstruppenteile:
- neun Ergänzungstruppenteile auf Verbandsebene:
  - ein teilaktives Panzerbataillon
  - ein nichtaktives schweres Pionierbataillon
  - ein nichtaktives Pionierbataillon
  - zwei nichtaktive Unterstützungsbataillone Einsatz
  - zwei nichtaktive Panzergrenadierbataillone
  - ein nichtaktives Jägerbataillon
- sowie 18 nichtaktive Einheiten, im Einzelnen:
  - 3 Pionierkompanien
  - 3 Aufklärungskompanien
  - 3 Gebirgsjägerkompanien
  - 2 Fallschirmjägerkompanien
  - 3 Artilleriebatterien
  - 4 Transportkompanien

Die beiden Unterstützungsbataillone Einsatz sind der Beitrag des Heeres zum Heimatschutz (evtl. vergleichbar mit den früheren Heimatschutzbataillonen). Die genannten Truppenteile umfassen ca. 6.500 Dienstposten der Heeresreserve. Die erstgenannten neun Verbände sind in der Liste unten aufgeführt. Teils sind dies teilaktive Truppenteile, also Truppenteile, die auch aktive Anteile enthalten, die im Frieden anderen regulären, d. h. aktiven, Verbänden unterstellt sind. Die 18 nichtaktiven Einheiten werden in der Liste unten nicht aufgeführt.

## Aufbau der Liste
Die Liste beschreibt im Folgenden den bisher veröffentlichten Planungsstand zur zukünftigen Gliederung des Heeres. Die Liste beschränkt sich auf das Heer. Ausdrücklich nicht berücksichtigt sind die Heeresuniformträger in anderen Teilstreitkräften und anderen militärischen Organisationsbereichen. Da die Gliederung des Heeres in der Reformphase einer steten Veränderung unterworfen sein wird und die Liste eine truppendienstliche Gliederung anstrebt, können Verbände, die nur davor oder während der Reformphase nur temporär existierten, sowie deren Unterstellungsverhältnisse per definitionem nicht Gegenstand der Betrachtung sein. Wo möglich sind besondere Zuordnungsverhältnisse abweichend von der truppendienstlichen Unterstellung ergänzt. Zu beachten ist also, dass die Liste nicht alle jemals aufgestellten Verbände des Heeres enthalten kann. In der Regel werden keine Einheiten kleiner als selbstständige Bataillone und selbstständige Kompanien aufgeführt. Die angegebenen Stationierungsorte beziehen sich in der Regel auf den Standort der Stab- und Stabskompanie. Davon abweichend können nicht aufgeführte unterstellte Truppenteile an anderen Orten stationiert sein. Der angegebene Ort für nicht aktive Verbände ist uneinheitlich als Ort der Mobilmachung, des Kaders, des aktiven Anteils teilaktiver Verbände, des Mobilisierungsfeldwebels oder des (Geräte)depots des eingelagerten Geräts zu verstehen.
Kursiv aufgeführte Verbände sind als nicht aktive Verbände ausgeplant. Dazu zählen auch Ergänzungstruppenteile ohne Gerät, oder teilaktive Verbände, darunter Truppenteile in Auflösung, Umgliederung oder Aufstellung. Der Couleurtruppenteil bezeichnet den Verband an den der Ergänzungstruppenteil angelehnt ist, d. h. der beispielsweise den übenden Reservisten Großgerät aus eigenem Bestand zeitlich begrenzt abtritt. Klein und vor der Bezeichnung des Truppenteils sind die internen Verbandsabzeichen abgebildet. Am rechten Rand, größer, sind die Verbandsabzeichen (Ärmelabzeichen für Dienstanzug) abgebildet, die für alle unterstellten Truppenteile gilt, solange die unterstellten Verbände nicht wiederum eigene Verbandsabzeichen haben.

## Kommando Heer

Verbandsabzeichen Kommando Heer

Das Heer wird geführt durch den Inspekteur des Heeres. Erstmals in seiner Geschichte ist er truppendienstlich dem Generalinspekteur der Bundeswehr nachgeordnet. Oberste Dienststelle ist das durch den Inspekteur des Heeres geführte Kommando Heer mit Sitz in Strausberg. In dieser Hinsicht ist das Kommando Nachfolger des Führungsstabes des Heeres, der bisher oberste Dienststelle des Heeres war. Im Gegensatz zum Führungsstab des Heeres wird das Kommando Heer aber keine ministerielle Abteilung im Bundesministerium der Verteidigung sein. Das neue Kommando Heer führt alle nachgeordneten Heeresbereiche und übernimmt insofern auch die Aufgabe der Führung der Brigaden und Divisionen des Heeres, die bisher durch das Heeresführungskommando befehligt wurden. Eine feste Assignierung der Verbände in eine NATO-Kommandostruktur ist nicht vorgesehen und wird daher nicht weiter dargestellt.
- Kommando Heer, Strausberg (Karte)

### 1. Panzerdivision

Verbandsabzeichen 1. Panzerdivision

- Stabs-/Fernmeldekompanie 1. Panzerdivision, Oldenburg (verlegt aus Hannover) (Karte)

#### Divisionstruppen1. Panzerdivision
- Artillerielehrbataillon 325, Munster (Karte)
Hinweis: bisher Panzerartillerielehrbataillon 325
- schweres Pionierbataillon 901 (teilaktiv), Havelberg (Karte)
Hinweis: bislang der Panzergrenadierbrigade 41 unterstellt. Couleur unverändert Panzerpionierbataillon 803 am selben Standort. Schweres Material evtl. vom ehemals schweren Pionierbataillon 130 (Minden).
- Unterstützungs- und Einsatzbataillon 1 (nicht aktiv), Oldenburg (Karte)
Hinweis: Bezeichnung evtl. auch Unterstützungsbataillon Einsatz[7]
- Fernmeldebataillon 610, Prenzlau (Karte)
Hinweis: Zur Ausbildung und Übung dem Multinationalen Korps Nord-Ost unterstellt. Truppendienstlich ist das Fernmeldebataillon 610 wahrscheinlich der 1. Panzerdivision (bisher: 13. Panzergrenadierdivision) unterstellt.
  -  Rekrutenkompanie 4, Prenzlau (Karte)
Hinweis: Neuaufstellung, nicht vormalige Rekrutenkompanie 4 (Bückeburg)

#### Panzerlehrbrigade 9

Verbandsabzeichen Panzerlehrbrigade 9

- Stabs-/Fernmeldekompanie Panzerlehrbrigade 9, Munster (Karte)
  -  Jägerbataillon 91, Rotenburg (Wümme) (Karte)
Hinweis: wird neu aufgestellt aus aufgelösten Einheiten der Region.
    -  Ausbildungs- und Unterstützungskompanie 91, Rotenburg (Wümme)

  -  Panzergrenadierbataillon 33, Neustadt am Rübenberge (Karte)
Hinweis: wird gebildet durch Umgliederung Panzerbataillon 33
  -  Panzergrenadierlehrbataillon 92, Munster (Karte)
    -  Ausbildungs- und Unterstützungskompanie 92, Munster

  -  Panzerlehrbataillon 93, Munster (Karte)
  -  Aufklärungslehrbataillon 3 „Lüneburg“, Lüneburg (Karte)
  -  Panzerpionierbataillon 130, Minden (Karte)
Hinweis: ehemals schweres Pionierbataillon 130 (Minden)
  -  Versorgungsbataillon 141, Neustadt am Rübenberge (Karte)
Hinweis: entsteht durch Umgliederung/Umbenennung Logistikbataillon 141, 2. Kompanie in Munster, 3. Kompanie in Rotenburg (Wümme), 4. Kompanie in Neustadt am Rübenberge
  -  Panzerbataillon 414, Bergen (Karte)[8]
Hinweis: wird neu aufgestellt. Nicht vormaliges  nicht aktives Panzerbataillon 414 (Spechtberg).

#### Panzerbrigade 21„Lipperland“

Verbandsabzeichen Panzerbrigade 21

- Stabs-/Fernmeldekompanie Panzerbrigade 21, Augustdorf (Karte)
  -  Jägerbataillon 1, Schwarzenborn (Karte)
Hinweis: entsteht durch Umgliederung Jägerregiment 1, nicht identisch mit vormaligen Jägerbataillon 1 (Berlin)
    -  Ausbildungs- und Unterstützungskompanie 1, Schwarzenborn (Karte)

  -  Panzergrenadierbataillon 212, Augustdorf (Karte)
    -  Ausbildungs- und Unterstützungskompanie 212, Augustdorf

  -  Panzerbataillon 203, Augustdorf (Karte)
  -  Aufklärungsbataillon 7, Ahlen (Karte)
Hinweis: wird neu aufgestellt. Nicht vormaliges  Panzeraufklärungsbataillon 7 (Augustdorf). Zur Aufstellung wird herangezogen Aufklärungskompanie 210 (Augustdorf).
    -  Rekrutenkompanie 3, Ahlen (Karte)
Hinweis: Neuaufstellung, nicht vormalige Rekrutenkompanie 3 (Idar-Oberstein)

  -  Panzerpionierbataillon 1, Holzminden (Karte)
  -  Versorgungsbataillon 7, Unna (Karte)
Hinweis: entsteht durch Umgliederung/Umbenennung Logistikbataillon 7, 2. Kompanie in Augustdorf, 3. Kompanie in Unna, 4. Kompanie in Stadtallendorf
  -  Jägerbataillon 921 (nicht aktiv), Schwarzenborn (Karte)
Couleur: Jägerbataillon 1 im selben Standort

#### Panzergrenadierbrigade 41„Vorpommern“

Verbandsabzeichen Panzergrenadierbrigade 41

- Stabs-/Fernmeldekompanie Panzergrenadierbrigade 41, Neubrandenburg (verlegt aus Torgelow) (Karte)
  -  Jägerbataillon 413, Torgelow (Karte)
Hinweis: wird gebildet durch Umgliederung Panzerbataillon 413
  -  Panzergrenadierbataillon 401, Hagenow (Karte)
    -  Ausbildungs- und Unterstützungskompanie 401, Hagenow

  -  Panzergrenadierbataillon 411, Viereck (Karte)
    -  Ausbildungs- und Unterstützungskompanie 411, Viereck

  -  Aufklärungsbataillon 6 „Holstein“, Eutin (Karte)
  -  Panzerpionierbataillon 803, Havelberg (Karte)
  -  Versorgungsbataillon 142, Hagenow (verlegt aus Stavenhagen) (Karte)
Hinweis: entsteht durch Umgliederung/Umbenennung Logistikbataillon 142, 2. Kompanie in Torgelow, 3. Kompanie in Hagenow, 4. Kompanie in Havelberg
  -  Panzergrenadierbataillon 908 (nicht aktiv), Viereck (Karte)
Couleur: Panzergrenadierbataillon 411 im selben Standort

### 10. Panzerdivision

Verbandsabzeichen 10. Panzerdivision

Hinweis: die 10. Panzerdivision wird auch als „Löwendivision“ bezeichnet. Dies ist jedoch kein offiziell verliehener Beiname.
- Stabs-/Fernmeldekompanie 10. Panzerdivision, Veitshöchheim (Karte) (verlegt aus Sigmaringen)
Hinweis: Streng genommen wird der Stab 10. Panzerdivision neu gebildet am Standort Veitshöchheim durch Umbenennung der übergangsweise ausgeplanten „Division Süd“, die wiederum aus Teilen der im Laufe 2013 aufzulösenden Division Luftbewegliche Operationen (DLO) gebildet wird. Die DLO bzw. Division Süd übernimmt dazu bereits Mitte 2013 die Panzergrenadierbrigade 37, die also nicht direkt zur 10. Panzerdivision wechselt. Trotzdem wird erwartet, dass die neue 10. Panzerdivision die Tradition der alten 10. Panzerdivision ungebrochen fortführt.

#### Divisionstruppen10. Panzerdivision
- Artilleriebataillon 131, Weiden in der Oberpfalz (Karte)
Hinweis: entsteht durch Umgliederung Beobachtungspanzerartilleriebataillon 131 (Mühlhausen)
- Artillerielehrbataillon 345, Idar-Oberstein (Karte) (verlegt aus Kusel)
Hinweis: entsteht durch Umgliederung Artillerielehrregiment 345
- Unterstützungs- und Einsatzbataillon 10 (nicht aktiv), Veitshöchheim (Karte) 
Hinweis: Bezeichnung evtl. auch Unterstützungsbataillon Einsatz[7]
- Pionierbataillon 905 (nicht aktiv), Ingolstadt (Karte)
Couleur: Gebirgspionierbataillon 8 im selben Standort

#### Gebirgsjägerbrigade 23„Bayern“

Verbandsabzeichen Gebirgsjägerbrigade 23

- Stabs-/Fernmeldekompanie Gebirgsjägerbrigade 23, Bad Reichenhall (Karte)
  -  Gebirgsjägerbataillon 231, Bad Reichenhall (Karte)
  -  Gebirgsjägerbataillon 232, Bischofswiesen (Karte)
    -  Ausbildungs- und Unterstützungskompanie 232, Bischofswiesen

  -  Gebirgsjägerbataillon 233, Mittenwald (Karte)
    -  Ausbildungs- und Unterstützungskompanie 233, Mittenwald

  -  Gebirgsaufklärungsbataillon 230, Füssen (Karte)
  -  Gebirgspionierbataillon 8, Ingolstadt (Karte)
  -  Gebirgsversorgungsbataillon 8, Füssen (Karte)
Hinweis: entsteht durch Umgliederung/Umbenennung Gebirgslogistikbataillon 8, 2. Kompanie in Bad Reichenhall, 3. Kompanie in Füssen, 4. Kompanie in Mittenwald
  -  Einsatz- und Ausbildungszentrum für Gebirgstragtierwesen 230, Bad Reichenhall (Karte)

#### Panzerbrigade 12„Oberpfalz“

Verbandsabzeichen Panzerbrigade 12

- Stabs-/Fernmeldekompanie Panzerbrigade 12, Cham (Karte) (verlegt aus Amberg)
  -  Panzergrenadierbataillon 112, Regen (Karte)
    -  Ausbildungs- und Unterstützungskompanie 112, Cham

  -  Panzergrenadierbataillon 122, Oberviechtach (Karte)
    -  Ausbildungs- und Unterstützungskompanie 122, Weiden in der Oberpfalz
Hinweis: Ausplanung noch nicht sicher

  -  Panzerbataillon 104, Pfreimd (Karte)
  -  Aufklärungsbataillon 8, Freyung (Karte)
  -  Panzerpionierbataillon 4, Bogen (Karte)
  -  Versorgungsbataillon 4, Roding (Karte)
Hinweis: entsteht durch Umgliederung/Umbenennung Logistikbataillon 4, 2. Kompanie in Pfreimd, 3. u. 4. Kompanie in Roding
  -  Gebirgspanzerbataillon 8 (teilaktiv), Pfreimd (Karte)
Hinweis: wird neu aufgestellt. Nicht vormaliges  Gebirgspanzerbataillon 8 (Pocking), das von 1994 bis zu seiner Auflösung 1997 der Panzerbrigade 12 unterstellt war. Das „neue“ GebPzBtl 8 soll aber in dessen Traditionslinie stehen. Wie sein Vorgänger handelt es sich um ein „reguläres“ Panzerbataillon ohne besondere Befähigung für den Gebirgskrieg. Zwei der vier Kompanien sind aktiv. Couleurtruppenteile sind PzBtl 104 für die 3./GebPzBtl 8 und das PzBtl 393 für die 4./GebPzBtl 8. Die 4./GebPzBtl liegt nicht wie die anderen Kompanien in Pfreimd, sondern in Bad Frankenhausen. Nicht aktiv sind 1./GebPzBtl 8 und 2./GebPzBtl 8.[9][7]

#### Panzergrenadierbrigade 37„Freistaat Sachsen“

Verbandsabzeichen Panzergrenadierbrigade 37

- Stabs-/Fernmeldekompanie Panzergrenadierbrigade 37, Frankenberg/Sachsen (Karte)
  -  Panzergrenadierbataillon 371, Marienberg (Karte)
    -  Ausbildungs- und Unterstützungskompanie 371, Frankenberg/Sachsen

  -  Panzergrenadierbataillon 391, Bad Salzungen (Karte)
    -  Ausbildungs- und Unterstützungskompanie 391, Bad Salzungen

  -  Panzerbataillon 393, Bad Frankenhausen (Karte) (verlegt aus Bad Salzungen)
  -  Aufklärungsbataillon 13, Gotha (Karte)
  -  Panzerpionierbataillon 701, Gera (Karte)
    -  Rekrutenkompanie 5, Gera
Hinweis: Neuaufstellung, nicht vormalige Rekrutenkompanie 5 (Bad Frankenhausen)

  -  Versorgungsbataillon 131, Bad Frankenhausen (Karte)
Hinweis: entsteht durch Umgliederung/Umbenennung Logistikbataillon 131, 2. Kompanie in Bad Salzungen, 3. Kompanie in Gotha, 4. Kompanie in Bad Frankenhausen
  -  Panzergrenadierbataillon 909 (nicht aktiv), Marienberg (Karte)
Couleur: Panzergrenadierbataillon 371 im selben Standort

### Division Schnelle Kräfte

Verbandsabzeichen Division Schnelle Kräfte

Hinweis: Die Division Schnelle Kräfte wird im Kern durch Umgliederung der Division Spezielle Operationen unter Einbeziehung von Teilen der Division Luftbewegliche Operationen entstehen.
- Stabs-/Fernmeldekompanie Division Schnelle Kräfte, Stadtallendorf (Karte)
  -  Heeresfliegerregiment 10 „Lüneburger Heide“, Faßberg (Karte)
Hinweis: bisherige Bezeichnung Transporthubschrauberregiment 10. Anderen Angaben zufolge bleibt die bisherige Bezeichnung bestehen[7]
  -  Heeresfliegerregiment 30, Niederstetten (Karte)
Hinweis: bisherige Bezeichnung Transporthubschrauberregiment 36. Anderen Angaben zufolge bleibt die bisherige Bezeichnung bestehen[7]
  -  Heeresfliegerregiment 36 „Kurhessen“, Fritzlar (Karte)
Hinweis: bisherige Bezeichnung Kampfhubschrauberregiment 36. Anderen Angaben zufolge bleibt die bisherige Bezeichnung bestehen[7]

#### Luftlandebrigade 1

Verbandsabzeichen Luftlandebrigade 1

- Stabs-/Fernmeldekompanie Luftlandebrigade 1, Saarlouis[10] (Karte)
Hinweis: zur Aufstellung wird der Stab der Luftlandebrigade 26 „Saarland“ (Saarlouis) herangezogen.
  -  Fallschirmjägerregiment 26, Zweibrücken (Karte)
Hinweis:Entsteht durch Umgliederung und Zusammenfassung Fallschirmjägerbataillon 261 (Lebach) und Fallschirmjägerbataillon 263 (Zweibrücken) der Luftlandebrigade 26 „Saarland“ mit vier Fallschirmjägerkompanien 2./ - 5./ und einer 6./ Schwerwaffenkompanie, unter Hinzunahme Teile Luftlandeunterstützungsbataillon 262 (Merzig) zur Aufstellung Luftlandeversorgungskompanie (7./FschjgRgt 26) und Luftlandesanitätskompanie (8./FschjgRgt 26) in Merzig (Karte).
    -  Rekrutenkompanie 2, Merzig (Karte)
Hinweis: aus Umgliederung 6./FSchJgBtl 263, nicht vormalige Rekrutenkompanie 2 (Munster) / Ausb/UstgKp 26

  -  Fallschirmjägerregiment 31, Seedorf (Karte)
Hinweis: Entsteht aus Fallschirmjägerbataillon 373 (Seedorf) und Fallschirmjägerbataillon 313 der Luftlandebrigade 31 „Oldenburg“ voraussichtlich 1./Stabs- und Versorgungskompanie, mit sechs Fallschirmjägerkompanien 2./-7./ und einer Schwerwaffenkompanie 8./[11] sowie unter Hinzunahme Teile Luftlandeunterstützungsbataillon 272 (Oldenburg) zur Aufstellung Luftlandeversorgungskompanie (9./FschjgRgt 31) und Luftlandesanitätskompanie (10./FschjgRgt 31)
    -  Rekrutenkompanie 1, Seedorf
Hinweis: Umgliederung aus 6./FschJgBtl 313, nicht vormalige Rekrutenkompanie 1 (Hammelburg)

  - Luftlandeaufklärer
    -  Luftlandeaufklärungskompanie 260, Lebach[12]
    -  Luftlandeaufklärungskompanie 310, Seedorf (Karte)

  - Luftlandepioniere
    -  Luftlandepionierkompanien 260
    -  Luftlandepionierkompanie 270, Seedorf (Karte)

#### Kommando Spezialkräfte

Verbandsabzeichen Kommando Spezialkräfte

Hinweis: Das Kommando Spezialkräfte ist ein Großverband auf Brigadebene und nicht in selbstständige Truppenteile untergliedert.
- Stab Kommando Spezialkräfte, Calw (Karte)
  -  Psychologischer Dienst KSK, Calw
  -  Sprachendienst KSK, Calw
- Gruppe (Bereich) Weiterentwicklung, Calw
- Einsatzkräfte
  -  1. Kommandokompanie, Calw
  -  2. Kommandokompanie, Calw
  -  3. Kommandokompanie, Calw
  -  4. Kommandokompanie, Calw
  -  Spezialkommandokompanie, Calw
  -  Ausbildungs- und Versuchszentrum KSK, Calw
- Unterstützungskräfte
  -  Stabs- und Versorgungskompanie KSK, Calw
  -  Fernmeldekompanie KSK, Calw
  -  Unterstützungskompanie KSK, Calw
    -  Nachschub-/Umschlagszug KSK, Calw
    -  Instandsetzungszug KSK, Calw
    -  Fallschirm-/Geräte-/Luftumschlagszug KSK, Calw

  -  Sanitätszentrum KSK, Calw

### Deutsch-Französische Brigade

Verbandsabzeichen Deutsch-Französische Brigade

Hinweis: Aufgeführt sind nur Truppenteile mit deutschem Anteil. Die übrigen Truppenteile werden durch das französische Heer gestellt. Truppendienstlich unterstehen die deutschen Anteile dem Kommando Heer. Für Ausbildung, Übung und Einsatz dem Eurokorps ständig unterstellt.
- Stab Deutsch-Französische Brigade, Müllheim (Karte) (deutscher Anteil)
  -  Jägerbataillon 291, Illkirch-Graffenstaden (FR) (Karte) (Ende 2010 neu aufgestellt)
  -  Jägerbataillon 292, Donaueschingen (Karte)
  -  Artilleriebataillon 295, Stetten am kalten Markt (Karte) (verlegt aus Immendingen)
    -  Rekrutenkompanie 6, Stetten am kalten Markt (Karte)
Hinweis: Neuaufstellung, nicht vormalige Rekrutenkompanie 6 (Eschweiler)

  -  Versorgungsbataillon Deutsch-Französische Brigade, Müllheim (Karte) (deutscher Anteil)
  -  Panzerpionierkompanie 550, Stetten am kalten Markt (Karte) (verlegt aus Immendingen)

### Eurokorps

Verbandsabzeichen

Hinweis: Aufgeführt sind nur fest assignierte Truppenteile mit deutschem Anteil (außer der Deutsch-Französischen Brigade). Für Ausbildung, Übung und Einsatz ist die Deutsch-Französische Brigade dem Eurokorps ständig unterstellt. Truppendienstlich unterstehen die deutschen Anteile des Eurokorps sowie der Deutsch-Französischen Brigade dem Kommando Heer. Die übrigen Truppenteile des Eurokorps werden größtenteils durch die französischen, spanischen, luxemburgischen und belgischen Streitkräfte sowie in geringerem Maße durch die Streitkräfte weiterer NATO-Mitglieder gestellt. Im Einsatz werden weitere Großverbände unterstellt.
- Stab Eurokorps (engl.: Headquarters Eurocorps) (deutscher Anteil), Straßburg (Karte) (FR)
  -  Multinationale Führungsunterstützungsbrigade Eurokorps (engl.: Multinational Command Support Brigade Eurocorps) (teilaktiv) (deutscher Anteil), Straßburg (Karte)
    -  Stabs- und Unterstützungsbataillon Eurokorps (engl.: Headquarters Support Battalion Eurocorps) (deutscher Anteil), Straßburg (Karte)
      -  Fernmeldekompanie Eurokorps (engl.: Signal Company Eurocorps), Lebach (Karte) (verlegt aus Sigmaringen)

### I. Deutsch-Niederländisches Korps

Verbandsabzeichen 1. D-NL Korps

Hinweis: Aufgeführt sind nur fest assignierte Truppenteile mit deutschem Anteil. Die übrigen Truppenteile werden größtenteils durch das niederländische Heer gestellt. Im Einsatz werden dem Korps weitere Großverbände unterstellt.
- Stab I. Deutsch-Niederländisches Korps (engl.: 1 (German/Netherlands) Corps) (deutscher Anteil), Münster (Karte)
  -  Stabsunterstützungsbataillon I. Deutsch-Niederländisches Korps (engl.: Staff Support Battalion) (deutscher Anteil), Münster (Karte)
  -  Fernmeldebataillon I. Deutsch-Niederländisches Korps (engl.: Communication and Information Systems (CIS) Battalion) (deutscher Anteil), Stab und 1. Kompanie in Münster (Karte), Teile weiter in Eibergen (Karte) und Garderen (Karte) (NL)
Hinweis: nach Münster verlegt die 1. Kompanie des Fernmeldebataillons I. Deutsch-Niederländisches Korps

### Multinationales Korps Nordost

Verbandsabzeichen Multinationales Korps Nordost

Hinweis: Aufgeführt sind nur fest assignierte Truppenteile mit deutschem Anteil. Die übrigen Truppenteile werden größtenteils durch das polnische und dänische Heer gestellt. Im Einsatz werden weitere Großverbände unterstellt. Die Rolle der bisher als deutscher Beitrag assiginierten aufzulösenden 13. Panzergrenadierdivision übernimmt voraussichtlich die 1. Panzerdivision.
- Stab Multinationales Korps Nordost (engl.: Headquarters Multinational Corps Northeast) (deutscher Anteil), Stettin (PL) (Karte)
  -  Stab Führungsunterstützungsbrigade Multinationales Korps Nordost (engl.: Headquarters Command Support Brigade Multinational Corps Northeast) (deutscher Anteil), Stargard (PL) (Karte)
    -  Fernmeldebataillon 610 (engl.: 610th Signal Battalion), Prenzlau (Karte)
Hinweis: Zur Ausbildung und Übung Multinationales Korps Nordost. Truppendienstlich ist das Fernmeldebataillon 610 wahrscheinlich der 1. Panzerdivision unterstellt (bisher: 13. Panzergrenadierdivision).

### Amt für Heeresentwicklung

Verbandsabzeichen Amt für Heeresentwicklung

Hinweis: Das Amt für Heeresentwicklung übernimmt Aufgaben des aufzulösenden Heeresamtes in den Bereichen Konzeption, Weiterentwicklung, Organisation.
- Amt für Heeresentwicklung, Köln (Karte)

### Ausbildungskommando

Verbandsabzeichen Ausbildungskommando

Das Ausbildungskommando übernimmt die Aufgabe der Führung der Schulen und Zentren des Heeres vom aufgelösten Heeresamt. Das Kommando wird in der General-Olbricht-Kaserne in Leipzig-Gohlis, Landsberger Straße disloziert.
Abweichend von der sonstigen Darstellung sind die abgebildeten Abzeichen nach dem Schema „gekreuzte Schwerter und S in rotem Schild“ die Verbandsabzeichen der Schule. Zugeordnete/unterstellte Truppenteile (Stäbe, Lehrgruppen, Unterstützungsgruppen etc.) weisen unter Umständen auch interne Verbandsabzeichen auf.
- Ausbildungskommando, Leipzig (Karte)
Hinweis: Zur Aufstellung herangezogen werden Teile 13. Panzergrenadierdivision
  -  VN Ausbildungszentrum der Bundeswehr, Hammelburg (Karte)
  -  Gefechtssimulationszentrum Heer, Wildflecken (Karte)
  -  Gefechtsübungszentrum Heer, Gardelegen (Karte)
  -  Ausbildungs- und Übungszentrum Spezielle Operation, Pfullendorf (Karte)
  -  Offizierschule des Heeres, Dresden (Karte)
    -  SIRA-Stützpunkt, Dresden (Karte)
    -  Taktikzentrum des Heeres, Dresden (Karte)

  -  Unteroffizierschule des Heeres, Delitzsch (Karte)
  -  Ausbildungszentrum Munster, Munster (Karte)
    -  Ausbildungsbereich Panzertruppen, Munster (Karte)
Hinweis: gebildet durch Umgliederung/Umbenennung Ausbildungszentrum Panzertruppen
      -  Offizieranwärterbataillon 1, Munster (Karte)
Hinweis: gebildet durch Umgliederung/Umbenennung  Offizieranwärterbataillon Munster

    -  Ausbildungsbereich Heeresaufklärungstruppe, Munster (Karte)
Hinweis: gebildet durch Umgliederung/Umbenennung Ausbildungszentrum Heeresaufklärungstruppe. Angegliedert ist vermutlich weiterhin der Technische Stützpunkt Tarnen und Täuschen in Storkow (Karte)
      -  Feldwebel-/Unteroffizieranwärterbataillon 1, Sondershausen (Karte)

    -  Ausbildungsbereich Streitkräftegemeinsame Taktische Feuerunterstützung/Indirektes Feuer, Idar-Oberstein (Karte)
Hinweis: gebildet durch Umgliederung Artillerieschule. (STF → Streitkräftegemeinsame taktische Feuerunterstützung)
      -  Feldwebel-/Unteroffizieranwärterbataillon 2, Celle (Karte)

    -  Schießübungszentrum Panzertruppen, Munster (Karte)
    -  SIRA-Stützpunkt, Munster (Karte)

  -  Infanterieschule, Hammelburg (Karte)
Hinweis: gebildet durch Umgliederung Infanterieschule
    -  Übungszentrum Infanterie, Hammelburg (Karte)
    -  Gebirgs- und Winterkampfschule, Mittenwald (Karte)
Hinweis: hervorgegangen aus der Gebirgs- und Winterkampfschule
    -  Ausbildungsstützpunkt Orts- und Waldkampf, Brück (Karte)
    -  SIRA-Stützpunkt, Hammelburg (Karte)
    -  Bereich Lehre/Ausbildung (Karte)
      -  Offizieranwärterbataillon 2, Hammelburg (Karte)

Hinweis: gebildet durch Umgliederung/Umbenennung  Offizieranwärterbataillon Hammelburg
  -  Ausbildungszentrum Pioniere, Ingolstadt (Karte)
Hinweis: gebildet durch Umgliederung Pionierschule und Fachschule des Heeres für Bautechnik
    -  Ausbildungsstützpunkt Kampfmittelabwehr, Stetten am kalten Markt (Karte)
Hinweis: gebildet durch Umgliederung Zentrum für Kampfmittelbeseitigung der Bundeswehr im Organisationsbereich Streitkräftebasis
    -  Bereich Lehre/Ausbildung, Ingolstadt (Karte)
      -  Feldwebel-/Unteroffizieranwärterbataillon 3, Altenstadt (Karte)

    -  Deutscher Anteil Military Engineering Centre of Excellence, Ingolstadt (Karte)
    -  Fachschule des Heeres für Bautechnik, Ingolstadt (Karte)
Hinweis: gebildet durch Umgliederung Pionierschule und Fachschule des Heeres für Bautechnik

  -  Ausbildungszentrum Technik Landsysteme, Aachen (Karte)
Hinweis: gebildet durch Umgliederung Technische Schule Landsysteme und Fachschule des Heeres für Technik
    -  Fachschule des Heeres für Technik, Aachen
Hinweis: gebildet durch Umgliederung Technische Schule Landsysteme und Fachschule des Heeres für Technik

  -  Internationales Hubschrauberausbildungszentrum, Bückeburg (Karte)
Hinweis: gebildet durch Umgliederung Heeresfliegerwaffenschule
    -  Luftlande- und Lufttransportschule, (Altenstadt)[13](Karte)
Hinweis: wird gebildet aus der Luftlande- und Lufttransportschule (Altenstadt)
    -  Ausbildungs- und Übungszentrum Luftgestützter Einsatz, Celle (Karte)
    -  Deutsch-französisches Heeresfliegerausbildungszentrum, Le Luc (Frankreich) (Karte)
Hinweis: die Basis liegt eigentlich in Le Cannet-des-Maures

Hinweis: Dem Ausbildungskommando angegliedert ist die nicht-militärische Zivile Aus- und Weiterbildung

## Wesentliche Ausstattung Heer
Die Truppe soll gemäß Beschluss 272 geschützte Transportfahrzeuge GTK Boxer (125 Gruppentransportfahrzeuge, 65 Führungsfahrzeuge, 72 Sanitätsfahrzeuge plus 10 Fahrschulfahrzeuge), 765 Transportpanzer Fuchs und 212 Spähwagen Fennek oder Rüstfahrzeuge wie die gepanzerte Plattform Wiesel für die Joint Fire Support Teams (JFST) besitzen. Der Bestand des Kampfpanzers Leopard 2 soll auf 225 (4x44+) reduziert werden. Von dem noch in Einführung befindlichen Schützenpanzer Puma sollen 350 (8x44) beschafft werden.